# ウェスリー・クラッシャー
ウェスリー・クラッシャー（Wesley Robert Crusher）は、『新スタートレック』に登場する人物の一人。ウィル・ウィトンが演じた（日本語版の吹き替えは石田彰）。

## 概要
父を早くに亡くした為、母（ビバリー・クラッシャー中佐:艦隊医師）の勤務先U.S.SエンタープライズDで暮らしていた。
知能が高く、母自慢の息子で、周囲からも天才少年と言われていたが、異星人の少女や同じ年頃の子に恋をしたりと、中身はハイティーンの少年である。若さゆえの残酷さも併せ持ち、レジナルド・バークレーに対して「ブロッコリー」という渾名（あだな）をつけた為に、彼からは嫌われていた。
ピカード艦長より、エンタープライズD内のみの少尉に任命されパイロットを務めていた事もあった。
周囲の期待や、父の跡を継ぐ感覚で艦隊士官学校に入学するも、同級生を危険な飛行で死なせ、仲間と嘘の報告をしてしまう事件を起こし、卒業延期の処分を受ける。
その後、旅人（タウ・アルファC惑星人）と呼ばれる『精神力でワープを超える』能力者の指導を受け、新しい自分流の生き方を目指す旅に出るため、士官学校を退学（番組撮影当時、スタッフからは「ウェスリーはエンタープライズFで未来の艦長だよ」と言われていた模様）。
映画『ネメシス/S.T.X』では、ライカー副長とカウンセラートロイの結婚式に出席しており、宇宙艦隊に復帰後「中尉」に昇格している模様。
その後どこかの時点で再び退役したと思われ、『スタートレック:ピカード』シーズン2第20話では、時空を旅して2024年のロサンゼルスに姿を現す。時空のタペストリーを守る監査官（ウォッチャー）を送り出す「旅人」の仲間に、コレー・スンを誘う。
なお、ファーストネームの「ウェスリー」は原作者のジーン・ロッデンベリーのミドルネームに由来している。原作者の名前を持った未成年の、しかも有能でモテるキャラクターであったため、「最悪のメアリー・スー」であるとの批判をする向きもある。

## プロフィール
- 姓 - クラッシャー （Crusher）
- 名・中間名 - ウェスリー （Wesley）
- 出身 - 地球
- 種族 - 地球人
- 国籍 - 惑星連邦
- 職業 - 元宇宙艦隊士官候補生
- 経歴 -  宇宙艦隊アカデミー中退
- 家族
  - ジャック・クラッシャー　（父・死亡）
  - ビバリー・クラッシャー　（母）
  - ジャック・クラッシャー　（弟）

## 経歴
- 「旅人」 (2380年以降、2401年までの間に(ビバリーの言及から)艦隊を退役し、旅人として人間を超越した存在になったものと思われる)
- 2380年　U.S.S.タイタン　機関副部長（少佐）
- 2379年　宇宙艦隊所属（中尉）
- 2371年~2378年　宇宙艦隊アカデミー復学、卒業
- 2370年　宇宙艦隊アカデミー退学
- U.S.S.エンタープライズD　操舵手（少尉）
- 2367年　宇宙艦隊アカデミー入学
- U.S.S.エンタープライズD　操舵手（代理少尉）

## 余談
企画段階において、エグゼクティブ・プロデューサーのボブ・ジャストマンはウェスリーのキャラクターを「レスリーという名前の少女」に変更したがったが、却下された。